# Harmothoe branchiata
Harmothoe branchiata är en ringmaskart som beskrevs av Hartman 1971. Harmothoe branchiata ingår i släktet Harmothoe och familjen Polynoidae. Inga underarter finns listade i Catalogue of Life.